# くらわんか舟

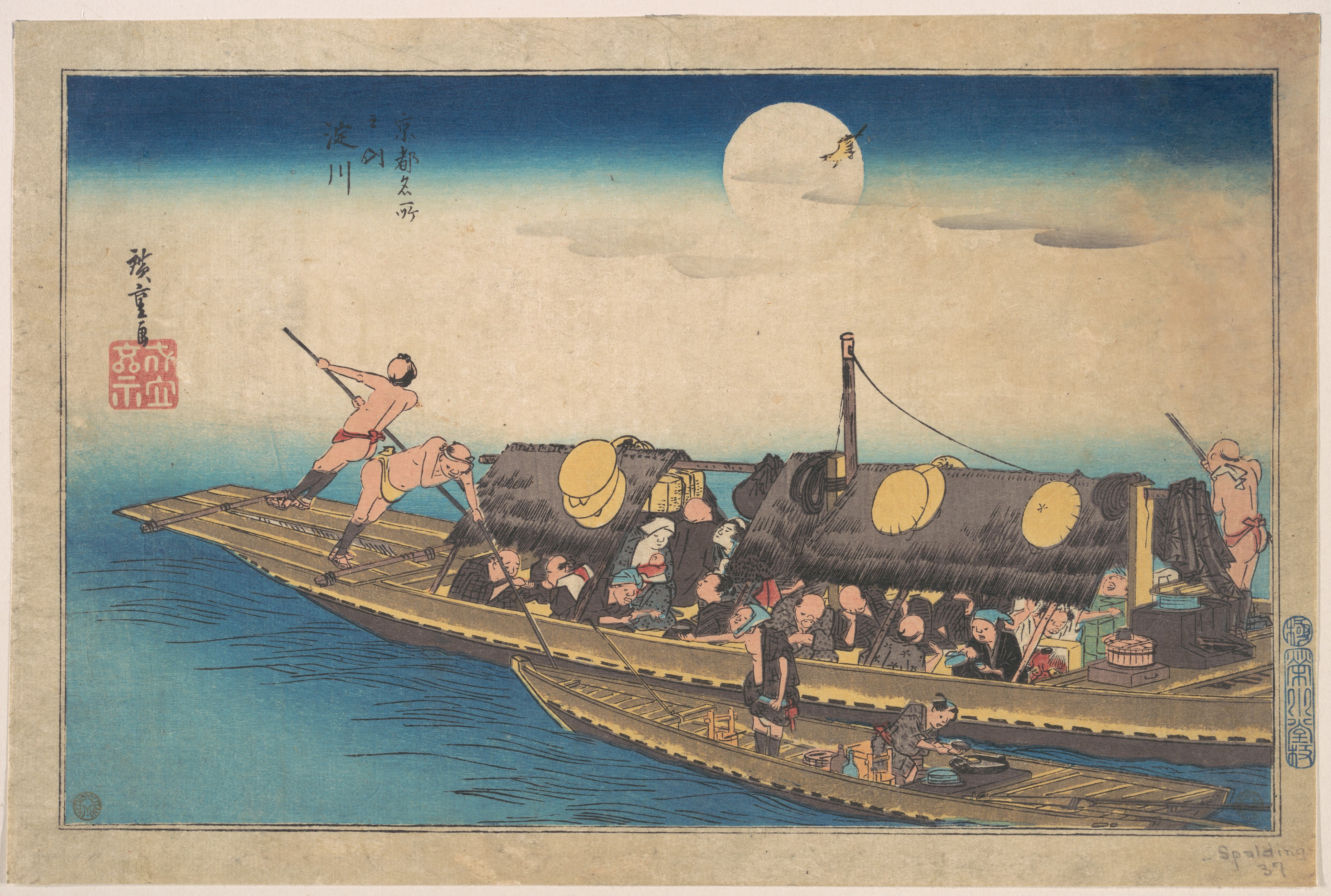
淀川三十石船の手前にくらわんか舟が描かれる（右下）
「京都名所之内 淀川」歌川広重（天保5年〈1834年〉頃）

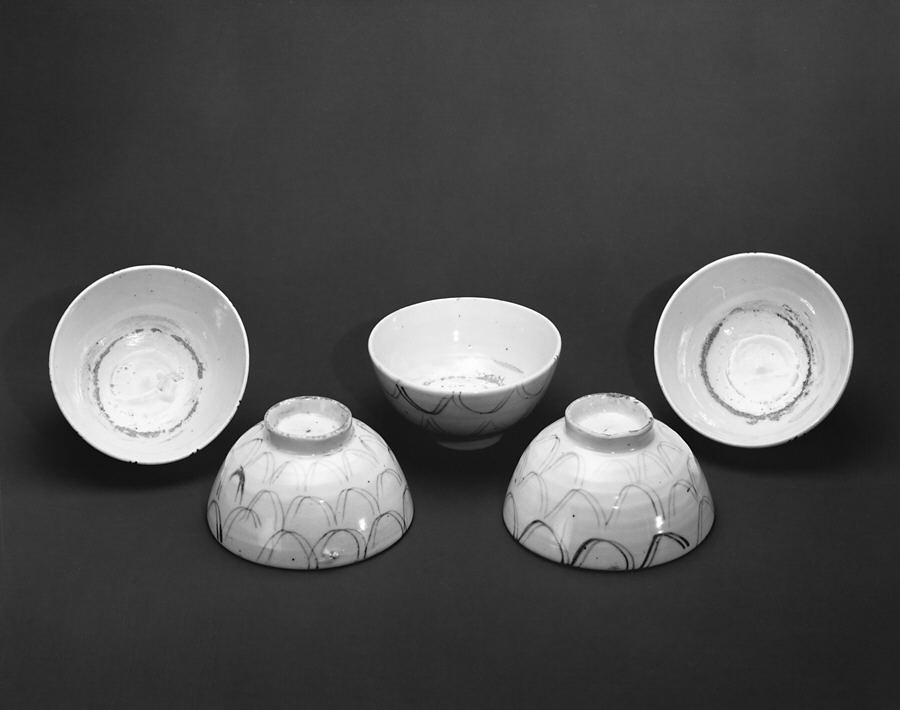
料理を盛るのに使われたくらわんか碗

くらわんか舟（くらわんかぶね〈食らわんか舟、食船〉）とは江戸時代、淀川を往来する大型船に近寄り、乗船客に飲食物を売っていた主に枚方地方の小舟のこと。貸食船（煮売船〈にうりぶね〉）、茶船（煮売茶船）とも呼ばれていたが、くらわんか舟という俗称が定着した。

## 概説
淀川の定期船のうち過書船（かしょぶね）は、大坂天満橋の八軒家船着場から京都の南、伏見豊後橋まで、淀川（10里13町27間）を、昼夜兼行で往来したが、荷物は200石ないし300石積で、旅船は30石が普通であったことから「三十石船（さんじっこくぶね）」という乗り合い船が昼夜2便運行した。途中の船着き場には岡場所が多く下船者が多いため、「途中下船は切符無効」の賃銀制度が設けられ、とくに枚方宿は一番の盛り場であった。
枚方で停船しようとする三十石船に鉤爪をかけて近づき、飯や汁物、酒などの飲食物を販売していた小舟（全長5-7m、2名ほど乗船）が「くらわんか舟」と呼ばれていた。船上に火床を置いて煮炊きし、ごんぼ汁（郷土独自のゴボウ汁料理）、あん餅、巻きずし、酒などを売った。「くらわんか」とは、この地方の方言で「喰わないか」、「銭がないのでようくらわんか」（喰うことも出来ないくらい銭を持っていないのか）と乱暴に言った言葉である。昼夜を問わず三十石船に近づき、乗客に「くらわんか」と声を掛け販売していたことから「くらわんか舟」という名がついた。
汁椀などの食器は食後に返したが、器の数で料金を計算することから、支払いをごまかすために器を川に投げ捨てる客もあり、後にそれらのくらわんか椀が川底から発見され、その素朴さと希少性により再評価された。

## 歴史
もともとは枚方宿より1里 (約3.9km) ほど下流の対岸にあった柱本村（現高槻市柱本）が発祥といわれる。同地の葉間家文書には、茶船・煮売船は元慶2年（878年）に始まるとあり、水上専売の特権を得たのは、柱本の船頭たちが大坂夏の陣などで徳川方の物資運搬や女人退路の舟渡しに協力するなどの功績によるとされる。伏見より大坂に至る淀川の食い物売りの営業特権を幕府から与えられ、その印として黒地に白の縦筋を染め抜いた川舟旗が与えられた。また義務として水上警護を任され、溺れた者があった場合は救助に努めなくてはならないため、逆艪（さかろ〈船を後ろへも自由に漕ぎ進められるように艪を船の前部に取り付ける〉）を備えていた。
柱本の茶船は20艘あったが、寛永12年（1635年）にそのうちの1艘が、淀川筋の川船を支配する枚方の監視所の御用を務めるために柱本から枚方に移ったのをきっかけに、次第に枚方の茶船の勢力が増していき、柱本と枚方で争いが起こるほどになった。この際、地元の乱暴な言葉遣いのまま飲食を売ってもかまわないという不作法御免の特権も与えられたため、身分の高い人に対しても「くらわんか」と叫ぶことが許されており、淀川往来の名物となっていった。柱本・枚方以外で煮売船が出た場合は直ちに抗議して中止させ、それでも聞かない場合は町奉行か淀川筋支配の角倉家・木村家に訴えて差し止めた。
明治維新ごろには枚方の茶船は柱本の2倍になっていたが、淀川蒸気船（外輪船）の登場で三十石船がなくなるとともにくらわんか舟も姿を消していった。そして、淀川の水運が鉄道へと変わる明治ごろまで続いていたが消滅した。京阪電車開通後、明治末から大正の初めには、夏の余興に淀川でくらわんか舟の再現がなされ、1911年（明治44年）5月26日には皇族の文秀女王がたいそう楽しんでいるが、数年で終了した。しかし、今日にも「くらわんか」の名は残っており、淀川航路の復活と運航の再生がはかられている。

## 描かれた作品
さまざまな紀行文学に描かれ、東海道中膝栗毛にも「飯食はんかい。酒飲まんかい。サアサア、みな起きくされ。よう臥さる奴らぢゃな」などとがなり立てられた弥次が「イヤ、こいつらア、云はせておきゃア、途方もねえ奴らだ。横面張り飛ばすぞ」と立腹する場面がある。
烏丸光広はその声を「くらはぬかくらはんかにはあかねども喰ふ蚊にあくる淀の明ぼの」と詠んだ。大衆文学では、その起源について、徳川家康の天正15年（1587年）6月の伊賀の難に付会させられ、「難波戦記」に、その由来が脚色された。
この流れをくむ水上惣菜業者は、各地で第二次世界大戦後まで残っていたと思われ、横溝正史の推理小説『トランプ台上の首』（1956年、事件発生は同年の東京の設定）にも事件の発見者として描かれている。